# ريحانلوي وسطي
ريحانلوي وسطي (بالفارسية: ریحانلوی‌وسطی) هي قرية تقع في أذربيجان الغربية في إيران. يقدر عدد سكانها بـ 32 نسمة بحسب إحصاء 2016.